# Секстанс
Секстанс — римська монета вартістю 1/6 аса, або двох римських унцій. Позначення вартості на монеті — у вигляді двох куль.
Секстанс вперше викарбувано у бронзі у часи римської республіки, бл. 275 р. до н. е. Зображення на аверсі монети були різні- раковини, голови діоскурів чи навіть черепах. Лише з 220 р. до н. е. на аверсі зображали властивий Секстансу мотив із зображенням голови Меркурія з дома кулями, а на реверсі — ніс корабля і надпис «ROMA».
Починаючи з 120 р. до н. е зменшується кількість карбованих секстансів, і з 90 р. до н. е. їх більше не карбували.